# Infraroig d'escombrat frontal

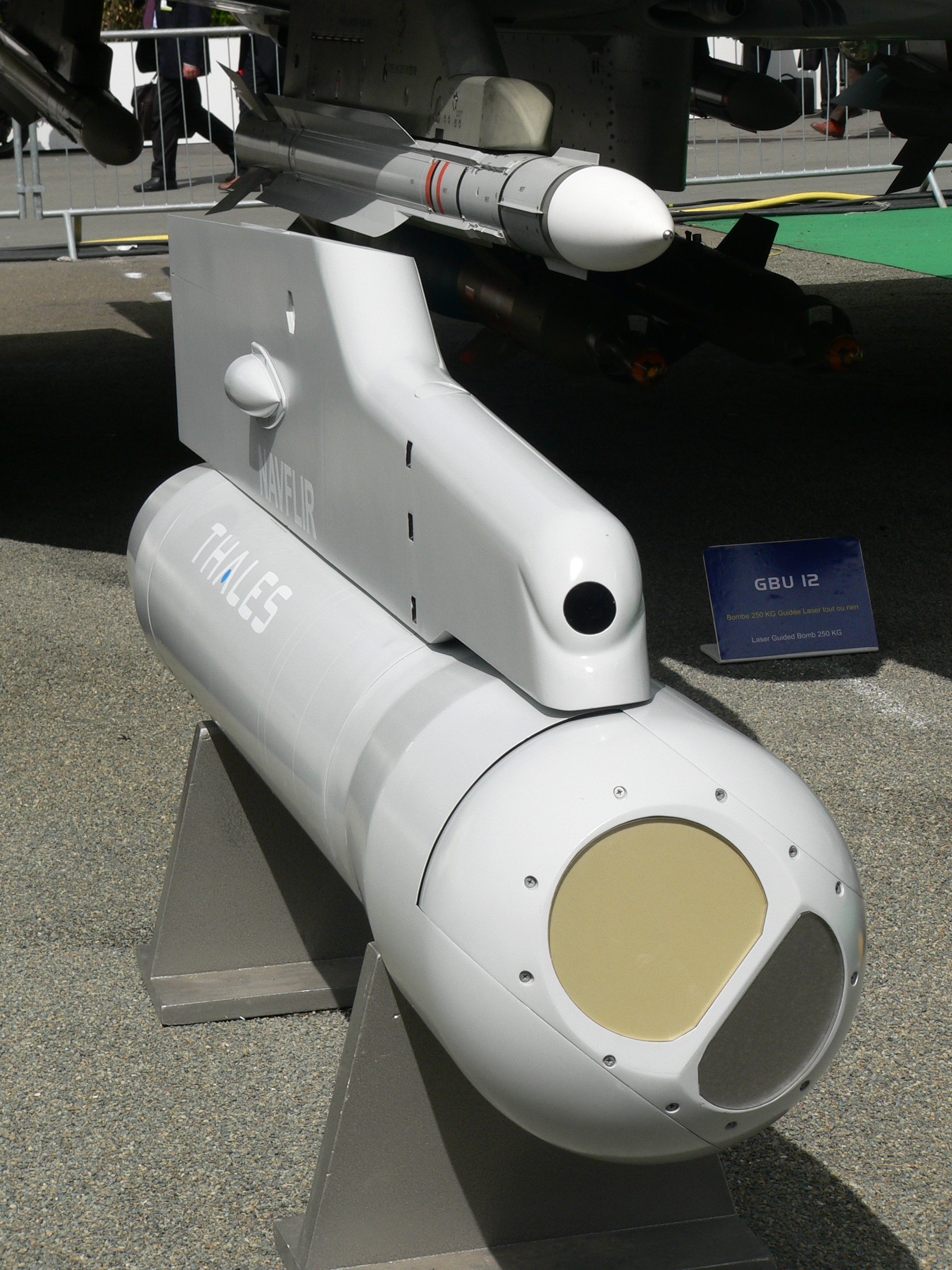
Pod de navegació per infraroigs (NAVFLIR) de Thales per a avions.

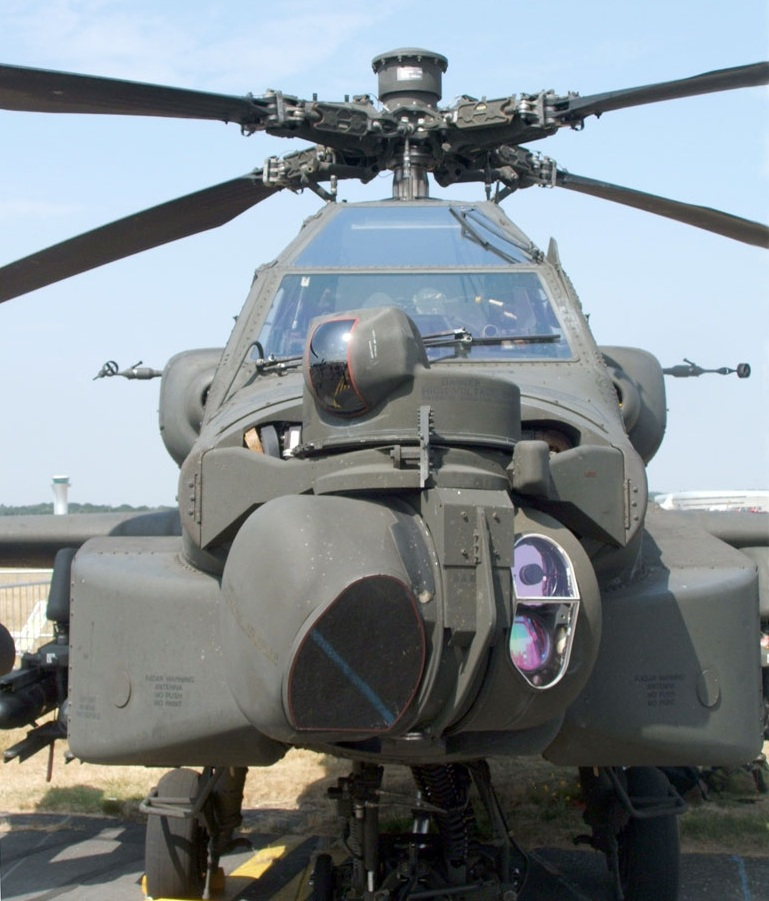
Sensors frontals d'un helicòpter AH-64 Apache, que inclouen dispositius FLIR.

 Infraroig d'escombratge frontal , o  FLIR  per les seves sigles en anglès ( Forward Looking InfraRed ), és una tecnologia d'imatge que detecta la radiació infraroja.
Des que els dispositius FLIR usen la detecció d'energia termal per crear la "imatge" que es forma en un monitor de vídeo, poden ser usats per ajudar els pilots i conductors a dirigir els seus vehicles de nit, i amb boira, o detectar objectes calents en un fons fred quan està completament fosc (com en una nit ennuvolada sense lluna). La longitud d'ona de la radiació infraroja que detecten els FLIR difereix significativament de l'emprada en visió nocturna, que funciona dins l'espectre visible prop del rang de l'infraroig (de 0,4 a 1, 0 micròmetres).